# Cladosporium uleanum
Cladosporium uleanum är en svampart som beskrevs av Henn. 1895. Cladosporium uleanum ingår i släktet Cladosporium och familjen Davidiellaceae.   Inga underarter finns listade i Catalogue of Life.